# Joshua Drojetzki
Joshua Drojetzki (ur. 18 lipca 1993 w Hamburgu) – polski kanadyjkarz. Mistrz Polski w 2013 w 4 konkurencjach: C-2 200 m, C-2 500 m, C-2 1000 m, C-4 1000 m. Brązowy medalista mistrzostw Polski 2014 w C-2 500 m. Zawodnik AZS-AWF Gorzów Wielkopolski.

## Kariera sportowa
Kanadyjkę zaczął uprawiać od czwartej klasy szkoły podstawowej pod kierunkiem swego ojca, Roberta. W juniorskich zawodach maratońskich wicemistrz świata w C-2, zdobywca srebrnego medalu mistrzostw Europy w C-2 i brązowego w C-1, triumfator Pucharu Świata oraz mistrz Polski w C-1. Ponadto mistrz Niemiec młodzików w C-1 na 500 i 2000 m.
Jego młody brat, Lawrence, również jest kanadyjkarzem. W 2014 razem w konkurencji C-2 500 m wywalczyli brązowy medal mistrzostw Polski.